# Дьяченко, Владимир Федотович
Влади́мир Федо́тович Дьяче́нко (5 февраля 1929, Жежельна, Тульская губерния — 20 октября 2017) — советский и российский математик, педагог высшей школы, доктор физико-математических наук.

## Биография
В 1951 году окончил механико-математический факультет МГУ. Однокурсниками были С. К. Годунов, И. И. Пятецкий-Шапиро. Из их студенческих времен известна следующая история (воспоминания В. М. Тихомирова): Идет лекция И. М. Гельфанда, манерой которого было поднимать студентов и задавать им вопросы по теме лекции. Он поднимает студентку, но та не может ответь на поставленный вопрос, тогда с этим же вопросом он обращается к студенту С. К. Годунову. Тот начинает уверенно отвечать. «Хорошо!» — прерывает его Гельфанд, — «Об этом мы поговорим в перерыве!» Лекция продолжается и через некоторое время Гельфанд вновь поднимает другую студентку, задает ей вопрос и та опять не может на него ответить. Тогда он обращается к И. Пятецкому-Шапиро, тот начинает подробно отвечать. «Хорошо!» — прерывает его Гельфанд, — «Об этом мы поговорим в перерыве!» Лекция продолжается и через некоторое время Гельфанд поднимает В. Дьяченко и задает ему вопрос. «Об этом мы поговорим в перерыве!» — отвечает ему Дьяченко.
С 1950 года работал в расчётном бюро МИАН под руководством К. А. Семендяева и И. М. Гельфанда, под влиянием которого формировалось научное творчество В. Ф. Дьяченко. С 1953 года — в Отделении прикладной математики МИАН. С 1966 года — в Институте прикладной математики им. М. В. Келдыша. Участвовал в расчетах по атомному проекту.
Научные интересы: задачи гидродинамики, электродинамики, плазмы и численные методы их расчета.
Автор и соавтор около 50 научных публикаций, в том числе 3-х книг.
Доктор физико-математических наук (1971). С 1971 года преподавал (по совместительству) на механико-математическом факультете МГУ, профессор кафедры общих проблем управления (1980).
Лауреат Ленинской премии (1959)